# Union Sahel-Bénin
1958 ou 1959 – 1959
Entités précédentes :
- Afrique-Occidentale française

Entités suivantes :
- Conseil de l'Entente : 
*  Côte d'Ivoire
*  Niger
*  République de Haute-Volta
*  République du Dahomey

L'Union Sahel-Bénin fut une éphémère union de quatre anciennes colonies françaises de l'Afrique-Occidentale française, qui étaient les quatre Républiques de Haute-Volta (Burkina Faso), du Niger, du Dahomey (Bénin) et de la Côte d’Ivoire. 
Cette union "fut le regroupement qui travailla de manière la plus effective pour la cause de l’unité africaine. Cette union [...] était pourvue d’institutions certes modestes, mais fonctionnelles : un Conseil siégeant avec les Chefs d’États, les ministres des affaires communes et les présidents des Assemblées Nationales. Une union douanière fut mise en place ainsi qu’une caisse d’amortissement. Une coordination politique, économique et militaire se développa.". Néanmoins, elle dura peu de temps et fut remplacé dès mai 1959 beaucoup plus modestement par le Conseil de l'Entente.